# Erioptera grumula
Erioptera grumula is een tweevleugelige uit de familie Limoniidae. De soort komt voor in het Oriëntaals gebied.